# Антоновка (Вольнянский район)
Анто́новка (укр. Антонівка) — село,
Антоновский сельский совет,
Вольнянский район,
Запорожская область,
Украина.
Код КОАТУУ — 2321580501. Население по переписи 2001 года составляло 346 человек.
Является административным центром Антоновского сельского совета, в который, кроме того, входят сёла
Владимировка,
Зеленый Гай,
Колос,
Новомиргородка и
Геленджик.

## Географическое положение
Село Антоновка находится на левом берегу в верховьях реки Солёная, выше по течению на расстоянии в 1 км расположено село Новомиргородка.
Рядом проходит автомобильная дорога Н-15.

## История
Село Антоновка было основано в 20-х годах XIX века и названо в честь владельца земли Антона Нэйижмака (укр. Антон Неїжмак).

## Экономика
- «Калинина», сельскохозяйственный производственный кооператив.

## Объекты социальной сферы
- Школа I—II ст.
- Детский сад.
- Дом культуры.
- Фельдшерско-акушерский пункт.

## Достопримечательности
- Братская могила советских воинов.